# هجرة بسبب المناخ

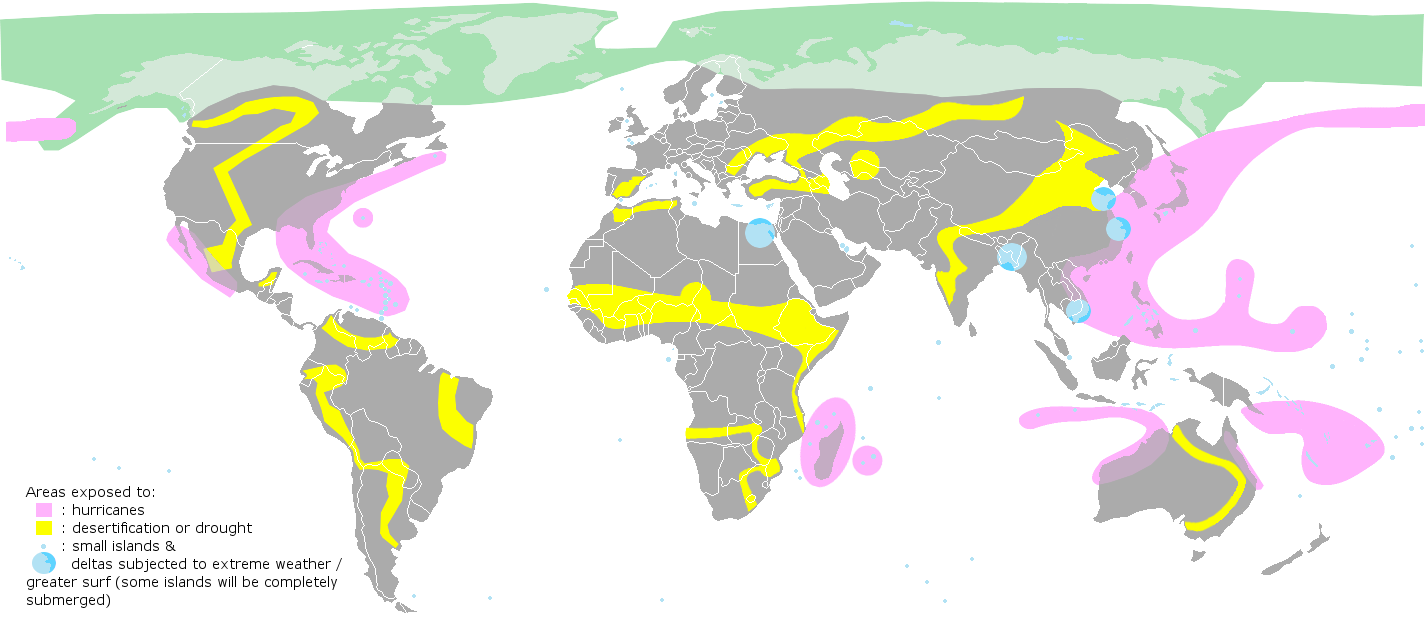
رسم تخطيطي يوضح المناطق التي ستحدث فيها كوارث طبيعية بسبب تغير المناخ (الاحتباس الحراري).

الهجرة بسب المناخ، جزء فرعي من التنقل المرتبط بالمناخ والتي تشير في المقام الأول إلى الحركة الطوعية المدفوعة بتأثير الكوارث المفاجئة أو التدريجية التي تتفاقم بسبب المناخ، مثل «الهطول غير الطبيعي للأمطار الغزيرة، والجفاف لفترات طويلة، والتصحر، والتدهور البيئي، أو ارتفاع مستوى سطح البحر والأعاصير». يتنقل معظم المهاجرين بسبب المناخ داخليًا ضمن بلدانهم، مع انتقال عدد أقل من مهاجري المناخ عبر الحدود الوطنية.
يؤدي التغير المناخي إلى الهجرة على نطاق عالمي واسع، إذ تقدر المفوضية السامية للأمم المتحدة لشؤون اللاجئين أن حوالي 20 مليون شخصًا يُهجّرون قسرًا إلى مناطق أخرى في جميع أنحاء العالم بسبب الأحداث المتعلقة بالطقس كل عام. تؤثر الكوارث المرتبطة بالمناخ بشكل غير متناسب على السكان المهمشين، الذين يواجهون في كثير من الأحيان تحديات هيكلية أخرى في المناطق والبلدان المعرضة للتأثر بالمناخ. توصف الكوارث المرتبطة بالمناخ نتيجة لذلك بأنها عامل مضاعف للتهديد يفاقم الأزمات عبر الزمان والمكان.
أكد تقرير البيت الأبيض لعام 2021 حول تأثير التغير المناخي على الهجرة على الآثار المتعددة الأوجه للتغير المناخي والهجرة المرتبطة بالمناخ، والتي تتراوح بين زعزعة استقرار المجتمعات الضعيفة والمهمشة، وتفاقم ندرة الموارد، وصولًا إلى إشعال التوتر السياسي.
لا توفر الكثير من الأطر الدولية والأنظمة القانونية الإقليمية والمحلية الحماية الكافية للمهاجرين بسبب المناخ. أشارت نشرة الأمم المتحدة إلى أن «المُهجّرين بسبب التغير المناخي موجودون في جميع أنحاء العالم، حتى لو كان المجتمع الدولي بطيئًا في الاعتراف بهم على هذا النحو». وُصِفت الهجرة بسبب المناخ نتيجة لذلك بأنها «أزمة العالم الصامتة» مقارنة بانتشارها العالمي مع افتقارها إلى الاعتراف والتحقيق.
يُتوقع أن يصل عدد الأشخاص المُهجرين بسبب الكوارث المناخية إلى 200 مليون بحلول 2050. توقع البنك الدولي أنه سيكون هناك 216 مليون مهاجر بسبب المناخ بحلول عام 2050، بينما يتوقع برنامج آي إي بّي أن يصل العدد إلى 1.2 مليار مهاجر بسبب المناخ بحلول ذات العام. تتوقع منظمة الهجرة الدولية التابعة للأمم المتحدة أن يكون هناك 1.4 مليار مهاجر بسبب المناخ بحلول عام 2060.

## التعاريف
يشير مصطلح المهاجرون بسبب المناخ إلى أولئك الذين ينخرطون بشكل أساسي في حركة طوعية مدفوعة بتأثير التغير المناخي المفاجئ أو التدريجي مثل «الهطول غير الطبيعي للأمطار الغزيرة، والجفاف لفترات طويلة، والتصحر، والتدهور البيئي، أو ارتفاع مستوى سطح البحر والأعاصير».
لا توفر الكثير من الأطر الدولية والأنظمة القانونية الإقليمية والمحلية الحماية الكافية للمهاجرين بسبب المناخ. لا يُعترف عادةً بمهاجري المناخ قانونًا كلاجئين، لذا لا يتمتعون بحماية القانون الدولي والمحلي للاجئين، ففي الأمريكتين مثلًا، وبدلًا من منحهم صفة لاجئين، يُمنح الأفراد النازحين بسبب العوامل البيئية تأشيرات إنسانية أو حماية تكميلية، والتي لا توفر دائمًا الإقامة الدائمة ومسارات المواطنة.
لا تعترف اتفاقية اللاجئين لعام 1951 بالعوامل المناخية كمعايير قائمة بذاتها لتعريف اللاجئ. قضت لجنة حقوق الإنسان التابعة للأمم المتحدة رغم ذلك في يناير 2020 بأنه «لا يمكن للدول التي تبنت لاجئي المناخ الفارين من آثار أزمة المناخ أن تجبرهم على العودة إلى بلدانهم الأصلية التي يشكل مناخها تهديدًا مباشرًا».

## العدالة المناخية والتكيف
قد يهاجر المهاجرون بسبب المناخ داخليًا ضمن بلدهم أو إلى بلد آخر استجابة للتغير المناخي. قد تزيد مشاريع التكيف مع المناخ المصممة للاستعداد للتغير المناخي والاستجابة له من مقاومة المجتمعات للآثار المناخية، وتقلل من درجة الهجرة التي يضطر الناس إلى اللجوء إليها كخيار في مواجهة التغير المناخي.
يتسبب التغير المناخي بتأثيرات قصيرة وطويلة المدى تلحق الضرر البيئي بالمجتمعات المحلية غير المستعدة وتؤدي إلى تفاقم الإجحاف القائم. قد تؤدي الأحداث المناخية المفاجئة- على المدى القصير- مثل العواصف الشديدة والكوارث الطبيعية إلى تدمير البنية التحتية الحيوية، والفيضانات في الأحياء، وتعطيل أنظمة النقل، وإثقال كاهل المراكز الطبية، ونقص الغذاء والمياه، وتزعزع استقرار محطات الطاقة، وتعريض صحة الإنسان ورفاهه للخطر. أما على المدى الطويل، فقد تتسبب المجاعات وأيضًا الجفاف ونقص الموارد الأخرى والأضرار الاقتصادية الناجمة عن التغير المناخي في الصراع وعدم الاستقرار السياسي والتحسين المناخي والآثار الصحية السلبية المتراكمة بسبب التعرض لبيئات غير صحية. لا يساهم كل من الأفراد والبلدان في التغير المناخي على قدم المساواة، وهم أيضًا لا يعانون من آثارها السلبية بشكل متساوٍ.
يمكن تقليل درجة حدوث بعض التغييرات البيئية والتغيرات ذات الصلة من خلال مشاريع التكيف مع المناخ التي تزيد من مقاومة المجتمعات والشعوب لأثار التغير المناخي. تُستثمر مستويات متفاوتة لدعم التكيف والمرونة والتنقل للأحياء والبلديات والدول في مواجهة التغير المناخي وما يترتب على ذلك من الهجرة البيئية. تتعرض الدول الجزرية الصغيرة، وأيضًا سكان الأرياف، والملونون، والمجتمعات منخفضة الدخل، وكبار السن، والأشخاص ذوو الإعاقة، وسكان المناطق الحضرية الساحلية، والأسر التي تعاني من انعدام الأمن الغذائي والسكني، وأقل البلدان نماءً، بشكل خاص لأسوأ آثار أزمة المناخ، ومن ثم الهجرة البيئية.
يتعرض الأشخاص الذين ترتبط سبل عيشهم بالبيئة، مثل أولئك العاملين في الزراعة ومصايد الأسماك والأعمال التجارية التي تعتمد على السواحل، أيضًا لخطر الانتقال أو فقدان الوظائف بسبب التغير المناخي. تتأثر نسبة من يبقى ومن يهاجر نتيجة التأثر بالتغير المناخي بالعرق والطبقة، إذ يتطلب التنقل قدرًا من الثراء.

## الاستطباق
يتمثل الاستطباق المناخي نتيجة للهجرة بسبب المناخ في التغيرات السكانية الناجمة عن التغيرات البيئية المرتبطة بالتغير المناخي، إذ تُستبدل بعض المجتمعات الأقل شأنًا اجتماعيًا واقتصاديًا مكان السكن للمجتمعات الأكثر ثراء. تكون المدن الساحلية والجزر وغيرها من المناطق المعرضة للخطر والمعرضة لارتفاع مستوى سطح البحر والظواهر الجوية المتطرفة والكوارث الأخرى المرتبطة بالمناخ أكثر المناطق المتأثرة بهذه الظاهرة.
يُقصد بالاستطباق عملية التهجير الاقتصادي التي يجري من خلالها الارتقاء بالمناطق ذات الوضع الاجتماعي والاقتصادي المنخفض وتغييرها من قبل الأشخاص الأثرياء الذين ينتقلون إليها، مما يؤدي إلى زيادة تكلفة المعيشة وتشريد المواطنين من الطبقة الدنيا. تستمر أزمة المناخ في تهديد المجتمعات على مستوى العالم، إذ استُحدث شكل جديد من الاستطباق يعرف باسم الاستطباق المناخي.
تعدّ المجتمعات الساحلية في فلوريدا من الأمثلة على المجتمعات المتأثرة بالاستطباق المناخي، وينص مقال متعلق بذلك على أن «السكان الأكثر ثراءً قد امتلكوا تاريخيًا ممتلكات مرغوبة للغاية على الواجهة البحرية وكان السكان ذوو الدخل المنخفض يعيشون على الأراضي الداخلية الأقل رغبةً بها وعلى مرتفعات أعلى من الساحل».
تتعرض خصائص الواجهة البحرية الآن لخطر متزايد للفيضانات بسبب ارتفاع مستوى سطح البحر، وعرام العواصف، وهطول الأمطار الغزيرة والرياح القوية بقوة الأعاصير عند بلوغها اليابسة.